# Théodore Guilloz
Théodore Guilloz, né le 18 mai 1868 à Rougemont et mort le 26 mars 1916 à Meyzieu, est un pharmacien et médecin français, pionnier de la radiologie.